# Řetěz Fuada I.
Řetěz Fuada I. bylo druhé nejvyšší vyznamenání Egyptského království. Založil jej druhý egyptský král Farúk I. roku 1936. 

## Historie a pravidla udílení
Řád byl založen v roce 1936 egyptským králem Farúkem I. Pojmenován byl na počest jeho otce Fuada I. Udílen byl v jediné třídě v letech 1936 až 1953 cizím hlavám států a vlád, příslušníkům zahraničních královských rodin i členům egyptské královské rodiny. Občanům Egyptského království mohl být udělen za jejich horlivost ve službě zemi nebo panovníkovi a cizincům za službu lidstvu obecně. Počet žijících držitelů tohoto vyznamenání byl omezen na deset.